# Serrat dels Ermots del Coll
El Serrat dels Ermots del Coll és un serrat a cavall dels termes municipals de Granera i de Monistrol de Calders, a la comarca del Moianès.

El Serrat dels Ermots del Coll, respecte del terme de Granera

Està situada a l'extrem de llevant del terme municipal, al sud de Trullars i a ponent i al sud-oest de la masia del Coll. És a la dreta del torrent de l'Om.
S'estén des del marge dret del torrent de l'Om als Pins Grossos fins al mateix com de Trullars.
En aquest serrat, cap a la meitat, hi ha les ruïnes d'una construcció d'aspecte constructiu medieval el nom del qual ara per ara encara es desconeix, però que ha estat provisionalment batejat amb el nom de Casalot de la Llegenda.